# Fachschule für Bibliothekare „Erich Weinert“

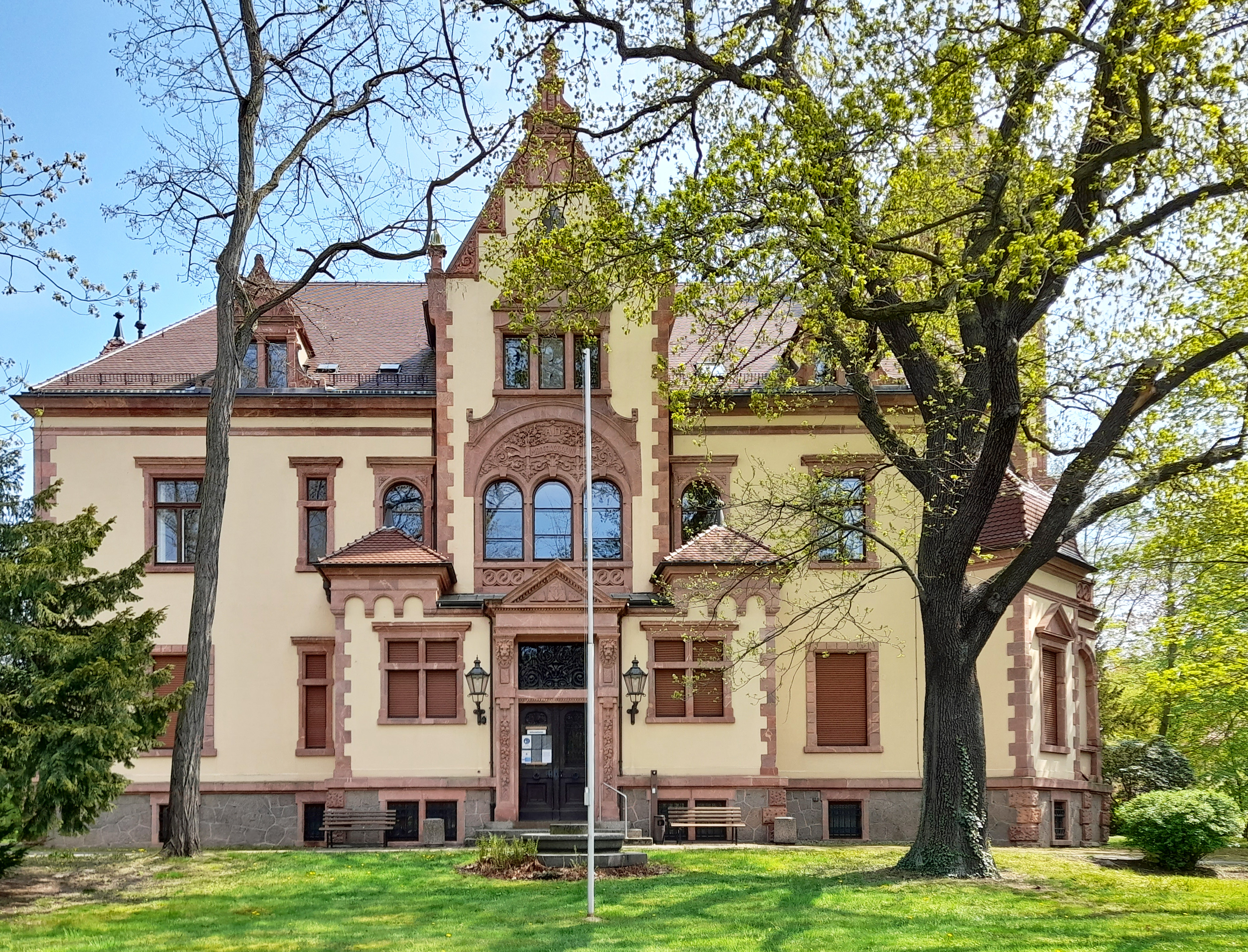
Ehemaliger Sitz der Schule (2022)

Die Fachschule für Bibliothekare „Erich Weinert“ war eine von 1954 bis 1985 unter diesem Namen in Leipzig bestehende Einrichtung zur Ausbildung von Bibliothekaren.

## Geschichte
1914 gründete in Leipzig der  Bibliothekar Walter Hofmann (1879–1952) die Fachschule für Bibliothektechnik und -verwaltung, aus der 1921 die Deutsche Volksbüchereischule wurde. Diese wurde 1942 in Büchereischule der Reichsmessestadt Leipzig, Fachschule für öffentliche und verwandte Büchereien umbenannt und in das Eigentum der Stadt überführt sowie im März 1945 geschlossen.
Im Februar 1946 wurde die Deutsche Volksbüchereischule wiedereröffnet. Nachdem sie in der Zwischenzeit in Bibliothekarschule Leipzig umbenannt worden war, erhielt sie im April 1953 den Namen „Fachschule für Bibliothekare – Erich Weinert“. Sie hatte ihren Sitz im Leipziger Stadtteil Leutzsch in der Rathenaustraße 40. Das war eine 1897 für die Leipziger Pelzhändlerfamilie Thorer erbaute, 1946 enteignete und unter Denkmalschutz stehende Villa.
1954 wurde die Schule dem neu gebildeten Ministerium für Kultur der DDR unterstellt. Einer der Dozenten an der Schule war der Schriftsteller und Literaturkritiker Rolf Recknagel (1918–2006). Ab 1960 bestand die Möglichkeit des Fernstudiums, wozu Außenstellen in Rostock, Berlin, Erfurt und Dresden eingerichtet wurden.
1985 fusionierte die Schule mit der 1957 gegründeten Fachschule für Buchhändler zur Fachschule für Bibliothekare und Buchhändler und zog in einen Neubau in Leipzig-Schönefeld. Die Leutzscher Villa nutzte zunächst die Verwaltungsakademie des Rates des Bezirks Leipzig und seit 1992 das Verwaltungsgericht Leipzig.
Die Fachschule für Bibliothekare und Buchhändler ging 1992 in der Fakultät Informatik und Medien der neu gebildeten Hochschule für Technik, Wirtschaft und Kultur Leipzig (HTWK) auf.   